# Volume (Articolo 31)
Volume è un singolo del gruppo musicale italiano Articolo 31, l'unico estratto dalla raccolta Greatest Hits e pubblicato il 4 novembre 2000.

## Descrizione
Il brano, dalle sonorità piuttosto dance anni settanta, sfrutta campionamenti di ogni genere: si va dai riff di chitarre elettriche alle sigle elettroniche di videogiochi (come quella di Super Mario Bros. all'inizio della canzone), fino ad arrivare a rumori da cartoni animati.
Il ritornello del brano è cantato dal gruppo femminile Wonderbra (all'epoca composto da Lola Feghaly, Lalla Francia e Paola Folli), storico trio di coriste che accompagnò il gruppo e più recentemente anche J-Ax da solista durante le tournée e in studio.

## Tracce
- Lato A

1. Volume – 4:37

- Lato B

1. Volume (Club Mix) – 6:24